# Кюлевча
 Тази статия е за селото в България.  За селото в Украйна вижте Кулевча.  
Кюлѐвча е село в Североизточна България. То се намира в община Каспичан, област Шумен.

## География
Село Кюлевча се намира на около 3 км югоизточно от село Мадара. Разположено е на скат в подножието на скали, които са част от Провадийското плато. На същия скален масив се намира една от най-големите забележителности на България – Мадарски конник.
Подлагани с хилядолетия на ерозия, варовиковите скали са придобили причудливи форми, които създават невероятно впечатление.

## История

### Древност и античност
В землището на селото, състоящо се от над 25 хиляди декара обработваема земя, още толкова ливади и 10 хиляди декара общинска гора, има няколко антични и средновековни селища от различни периоди. Под скалния венец над селото, в посока север е имало живот още през неолита, за което свидетелстват обилните артефакти. Обичайно те се намират в пещерите под платото или около няколкото извора. По сведения на иманяри, са разкопавани и гръко-тракийски селища, останали далеч от вниманието на археолозите. В посока изток от сегашното село Кюлевча, на площ от около десетина декара е съществувало римско селище, населявано до българското средновековие. То се намира на леко наклонена поляна над възрожденската чешма Качица. Над него през 70-те години на XX век е намерена богата находка от гръцки тетрадрахми. В сегашния център на селото, при строежа на читалището са открити и проучени няколко тракийски погребения. През 90-те години на XX век на петдесет метра от тях също е открито тракийско погребение чрез трупоизгаряне в типичен долмен. Шуменските археолози попадат след сигнал на тракийски некропол от малки плоски могили с погребения чрез трупоизгаряне, ограбени в близък период, в местността Витите локви. Иманяри съобщават, че са фиксирали селища и пътни станции от различни периоди в югоизточна посока към съседните села Марково, Друмево и Овчарово. През 70-те години на XX век ст.н.с. Живка Въжарова проучва масово погребение на 5 километра от селото в местността Кермедин, което датира от епохата на княз Борис 1. Сред находките, които се съхраняват в РИМ Шумен и НАИМ, е уникален за нашите земи защитен железен „чорап“.

### Ранно и развито Средновековие
Средновековното съществуване на селото е подкрепено от обилната запазена все още топонимия – прохода Тамбарасца или Тамбараците, с вероятен произход Дъмбараците, запазил ясно остатък от голямата носовка, прохода Рат дол, Мечкова чешма, както и от конкретни названия на местности – Керемидова поляна и Кермедин, под които има руини на селища. Над селото още в древността са изсечени стъпала в скалите, които извеждат над скалния венец. Пътеката се казва Куланска и се свързва с предание, че там е съществувала отбранителна кула или някакво съоръжение, което днес не съществува. Местно предание запазено до наши дни разказва, че в близост до селото кан Крум е разбил войските на василевса Никифор. Селяните показват една отдалечена на около 3 километра нива, обрамчена от двете страни със стръмни и блатисти в миналото долове, която се нарича Гръцка сеч. Тя е разположена във визуалното най-пряко пространство свързващо платото със старопланинските проходи. На около три километра по посока Плиска, зад платото, в гориста местност в почти забравен проход е местността Рат дол (от старобългарското рат – войска, сражение). В близост е и запазен фрагмент от неизползван вече път, наречен Камен път.

### Късно средновековие
За първи път името на селището се среща в османски регистър за доганджиите в Румелия от 1484 г. като Кюлефче, което се водило към вилает Мадара, нахия Карнобат. Освен това наименованието на селището се среща в късносредновековни ръкописи и като Кулефча или Кулевча. На един от двата ктиторски надписа на местната църква, изградена през 1857 година, името на селището е Кулефче. Според историка от началото на ХХ век Васил Миков името на селото се получава след турцизиране на по-ранния средновековен топоним Кулевец. В запазените джелепкешански регистри от 1573 година фигурира някой си Калю папас – тоест поп. Калю е едно от типичните имена в селото, наред с Вълчо, Въко, Величко, Ради, Куни, Тони, Колчу (от Никола или Николчо), Калушка, Дечка, Доча, Дочко, Малуш, Конда, Братко, Радуш.
За неправилна и архаична се счита тезата, че названието на селището произлиза от тюркски корен (кюл – пепелище), защото името съществува от Средновековието.

### Освобождението
Според руските военни карти от 1828 година, когато селото е в центъра на обсадните бойни действия на руската армия срещу непревземаемата Шуменска крепост, Кюлевча е картографирана като две села – Черковна и Кулевча. Първата е в долната част на селото, а втората под скалите. По време на тази война през 1829 в околността се водят активни бойни действия и руският главнокомандващ генерал Иван Дибич-Забалкански квартирува в една от къщите в селото. При оттеглянето на руските войски по-голямата част от селяните емигрират в пределите на Руската империя и основават село Кулевча, прекръстено при Сталин на Кольосное, но възстановено с историческото си име от украинския парламент през 1996 година. Кулевча в Одеска област, район Сарата, наброява около 6 хиляди етнически българи, запазили бегъл спомен от прародината си. Делегации от двете села си гостуват постоянно.
Според спомени на съвременници на опожаряването, запазени в Регионалния исторически музей то е заличено от земята и събралите се шепа българи отново го въздигат, като отначало живеели в землянки, построени от кал и дървета от една близка кория. По-възрастни селяни показват в коя част от дворовете им са се намирали къщите от този период, отоплявани с кирпичени зидани печки. Част от жителите се завръшат по-късно и селото постепенно се въздига, благодарение на поминъка си и специалните преференции от султана. Кюлевча е имало статут на доганджийско и войниганско село. Войниганството е особено задължение към султанската войска, която дава правото на самоуправление. Законите на империята са прилагани от субаша – войводата на войниганите, който е резидирал в Жеравна и веднъж в годината е идвал да съди. За дела против държавата е идвал кадията. Доганджийският статут е свързан с ежегодното доставяне на ловни соколи на султанския двор.
Селото е било сравнително етнически еднородно. Според изследователите най-вероятно малцината мюсюлмани са всъщност помюсюлманчени местни българи. Местни предания все още показват следи от османски набези (като легендата за Пенюв гроб или огромното количество песенен фолклор, свързан с потурчвания и опожарявание). През 1877 година в селото има 190 български къщи, а през 1891 година вече са 240, а мохамеданските са 17. Селяните твърдят, че турците окончателно се изселват от селото след завръщането на войниците от Първата световна война. Неколцина луди глави взривяват със снаряд джамията в центъра на селото и на следващия ден турците се изселват. Тя е окончателно срината през 20-те години. Остатъци от мраморни фризове все още се виждат в някои от съседните дворове. На мястото ѝ по-късно е вдигнато училището. В къща, намираща се в близост до училището, съществува мраморна чешма в стил османски барок, с плитки релефи, бронзови чучури и църкала, опасана с корита от четирите страни, водата от която се е отичала в каменен басейн. Според преданието тя е била на турски бей.

## Население
Историографите изрично подчертават, че селата в района на Сърта – Каспичан, Калугерица, Кюлевча, Марково са древни, с българско хърцойско население. Говорът е хърцойски със запазени все още езикови особености от старобългарския език – малка и голяма носовки и големия и малкия ер – пънт, бънчва, сльзъ, сьлба, конь, понца, жеби, чеши, ятовата гласна – плянца, слявай (вместо слизай). Запазени са и много рефлекси на старобългарските падежи – „Бяу на пътю“ – „Бях на пътя“, „Върджи коню“ – „Вържи коня“. По-възрастното население все още говори диалектно напевно и с много архаични и неизползвани лексеми.
Облеклото на местното население е чернодрешно, но има спомени, че някога са били белодрешковци. Кюлевча спада към така наречената еднопрестилчена област, т.е. жените носят само една предна престилка. В миналото са се забраждали отдолу под лицето – младите с бели кърпи, по-възрастните с черни или тъмнокафяви кърпи. Мъжете са носели ниски калпаци. Според описанието на Феликс Каниц, пребивавал в селото в средата на 19 век, мъжете все още бръснели главите си и са носели навръх главата „чоб“ – плитка от коса. Дори и свещеникът е спазвал традицията.
Численост на населението според преброяванията през годините:
| \| Година на преброяване \| Численост \| \| --------------------- \| --------- \| \| 1934 \| 2168 \| \| 1946 \| 2070 \| \| 1956 \| 1771 \| \| 1965 \| 1537 \| \| 1975 \| 1153 \| \| 1985 \| 790 \| \| 1992 \| 671 \| \| 2001 \| 595 \| \| 2011 \| 347 \| \| 2021 \| 334 \| |           |
| Година на преброяване | Численост |
| 1934 | 2168      |
| 1946 | 2070      |
| 1956 | 1771      |
| 1965 | 1537      |
| 1975 | 1153      |
| 1985 | 790       |
| 1992 | 671       |
| 2001 | 595       |
| 2011 | 347       |
| 2021 | 334       |

### Етнически състав

#### Преброяване на населението през 2011 г.
Численост и дял на етническите групи според преброяването на населението през 2011 г.:
|                     | Численост | Дял (в %) |
| Общо                | 347       | 100,00    |
| Българи             | 341       | 98,27     |
| Турци               |           |           |
| Цигани              |           |           |
| Други               | 0         | 0,00      |
| Не се самоопределят |           |           |
| Неотговорили        | 4         | 1,15      |

## Природни и културни забележителности

### Флора и фауна
Цялата територия под венеца от скали над селото е защитена територия, в която се срещат балкански и европейски ендемити от флората и фауната. Често могат да се наблюдава пепелянка в различни вариации – от сиво-пепеляво оцветяване до охраво оранжево. Могат да се наблюдават няколко вида смок, сред които  изключително редкият леопардов смок с яркооранжево оцветяване под корема, като някои от тях надвишават 2 метра. Тук през 80-те години е видяна смятаната за изчезнала котешка змия, с характерни зеленикави петна по кожата.
В края на венеца скали гнезди единична двойка от вида бял лешояд, остатък от сравнително голяма популация до 30-те години на 20-ия век, когато според местно предание са отстрелвани за развлечение от италиански и френски работници, ангажирани със строежа на жп линията Шумен-Варна. До средата на 20 век скалите са давали убежище и на няколко вида орли.
В защитената зона могат да се наблюдават скални лястовици, орли, ястреби, скални гарвани, скални гълъби, керкенези, ветрушки, ястреби, сови, много рядко кеклик.
От растенията особено характерни са дребната скална перуника, видрицата, жълтият равнец, няколко вида салеп, изключително рядката петниста анемония, наричана от местното население суномуно, няколко вида папрат – мъжка, орлова и изтравниче.Под скалния венец се срещат няколко вида орхидеи

### Местна култура
Преди опожаряването на селото през 1828 година в селото е съществувала църква при Матракювата чешма. В близък двор по-късно са намерени венчилките от нея. На петдесетина метра до чешмата в местността „Сараето“ са най-старите гробища на селището. Остатък от тях е голям каменен кръст, най-вероятно от 14 – 16 век, каквито се срещат и в Косово и Калугерица. В новите гробища на селото има запазен над 2 метров анонимен кръст – най-вероятно оброчен. В оградите на съседни дворове са преизползвани десетина надгробия с характерни изображения на занаята на починалите, най-често анонимни. Паметниците са в по-голямата си част еднотипни, направени от един и същ вид мек варовик, обработван в местните „оджаци“. Етнографът Христо Вакарелски също споменава селото с името Кулевец, като най-известното по българските земи, в което живеят каменоделци. Последният истински майстор каменоделец почина през 2002 година. Занаятът днес е окончателно забравен, както и познанията на майсторите за спецификата на местните камъни и находища – „оджаци“, едни от които стават за корита на чешми, други за паметници, трети за хромели. Интересно е, че родовете са имали семейни „канари“, от които са добивали камък за нуждите си.
От местен камък е изработена и сегашната църква през октомври 1857 година. Неин патрон е пророк Илия. Тя е най-забележителният паметник на възрожденската архитектура в околността и най-ранната от всички православни храмове по Сърта. Според кюлевчанска легенда в строежа със средства и труд са участвали и местни мюсюлмани. В двора ѝ са погребани ктиторите и първите свещеници. Къщата на един от тях, макар и в руини е запазена и до днес. Тя е и единствената действаща в околността. Храмовият ѝ празник е на Илинден – 20 юли, но местното население продължава да празнува събора си на 2 август по стар стил.
Особено характерна в етнографско отношение е местната кухня, различаваща се коренно от градската. Преобладава използването на варива – булгур, боб, бакла, както и на каши, на основата на брашно, пръжки и орехи. Готвенето е тясно свързано с празничния православен цикъл и включва много зеленчуци и сушени плодове, които и днес се използват широко от населението. Традиционно е в края на събора да се поднася така наречената „сиктир манджа“, която представлява яхния от картофи, булгур и сушени плодове.
Сред възрастните хора все още е жив споменът за традиционните обичаи и обреди от православния цикъл в езическия им вариант. Според спомените на една от най-възрастните жени в селото – Велинка Тонева, на свети Харалампий, закрилникът от чумата според народното поверие, в центъра на селото, пред каменен стълб на кръстопът, възрастните жени са колели черна кокошка. Връзката с езическите обреди към Хеката е очевидна. На свети Власий са правели хлебчета и са ги слагали в ярмата на добитъка. Традиционна била кушията на Тодоровден, а на Гергьовден освещаването и коленето на агне, както и правенето на гергьовски люлки.
На Гергьовден, по спомени на най-възрастните жени, хорото се е извивало на една поляна под скалите на около два километра по посока Мадара. В близост на съседна поляна има запазен соларен кръг от побити в кръг двуметрови камъни, които най-вероятно са български девташлари. Запазената и до днес легенда гласи, че змеят, който живеел в съседната пещера, която показват и днес, си харесал мома от хорото, грабнал я и я зазидал в пещерата. Характерната растителност над навеса, според преданието е косата ѝ, а потичащата точно в нощта срещу Гергьовден вода в две изкуствени вдлъбнатини в скалата са сълзите ѝ. Плитката пещера се нарича Чашките. Жените разказват, че още по тъмно на Гергьовден са отивали да си наливат от водата, която имала лечебни свойства и слепи проглеждали. Песенният фолклор за Гергьовден наброява повече от 50 уникални песни, които все още се помнят. Известната песен в македонски вариант „Назад, назад, моме Калино ...“, в странджанския вариант „Назад, назад, либе Маринко“, тук се пее по друга мелодия като „Назад, назад, любе Маринко“. Интересно е, че е пренесен и в бесарабските села и днес все още я пеят потомците на преселниците.

## Редовни събития
Общоселският събор и празникът на църквата се провеждат ежегодно на 2 август – Илинден по стар стил.
В селото се организират ежегодно Фестивал на бирата, Празник на плодородието и Фестивал на младото вино и пресния суджук.

## Други
При посещението си в Мадара през 1936 г. цар Борис III получава в дарение от кюлевчани 30-ина декара земя, за да си направи дворец. Спомен от него е иглолистно дърво, което и сега се извисява в базата на филиала на Археологическия институт и музей при БАН. С подарената му от кюлевчани земя Борис III основава сегашния резерват „Мадарски конник“, който по-късно се разпростира на значително по-голяма площ.